# Балка Курачева
Балка Курачева, Караїчин яр (рос. Ов. Карачев; б. Курачева) — балка (річка) в Україні у Троїцькому районі Луганської області. Ліва притока річки Гнилої (басейн Азовського моря).

## Опис
Довжина річки приблизно 9,34 км, найкоротша відстань між витоком і гирлом — 8,61  км, коефіцієнт звивистості річки — 1,08 . Формується багатьма балками та загатами.

## Розташування
Бере початок у селі Караїчне. Тече переважно на південний захід і у селі Покровське впадає у річку Гнилу, праву притоку Красної.

## Цікаві факти
- У селі Покровське балку перетинає автошлях Т 1312[4] (автомобільний шлях територіального значення в Луганській області. Проходить територією Сорокинського району, Свердловської, Ровеньківської та Антрацитівської міських рад через Сорокине — Комсомольський — Довжанськ — Шахтарське — Любимівка — Ровеньки — Картушине — Кам'яне — Антрацит. Загальна довжина — 62,3 км).
- У XIX столітті у селі Покровське (рос. Гнилая)[2] на балці існувало багато вітряних млинів[2].